# Козел, Станислав Миронович
Станисла́в Миро́нович Ко́зел (6 апреля 1930 — 21 января 2015) — советский и российский физик, доктор физико-математических наук (1973), профессор Московского физико-технического института. Автор более 100 научных публикаций в области радиофизики и оптики, автор ряда учебников, учебных пособий и сборников задач для высшей и средней школы и более 50 научно-методических публикаций. Заслуженный деятель науки Российской Федерации (1996).

## Биография
В 1957 году защитил кандидатскую диссертацию «Об одном новом применении модуляционного метода к оптической интерферометрии», в 1973 году — докторскую диссертацию «Рассеяние лазерного излучения и его фотодетектирование». Являлся заместителем заведующего кафедрой общей физики МФТИ С. П. Капицы.
Являлся председателем Методической комиссии по физике Центрального оргкомитета Всероссийских (Всесоюзных) олимпиад школьников. Руководил подготовкой Всероссийских физических олимпиад, сопредседатель секции физики Федерального экспертного совета по учебникам МО и ПО РФ. С 1993 года руководитель Национальной сборной команды школьников России на Международных олимпиадах по физике.
Похоронен в г. Долгопрудном на кладбище «Центральное» (уч. 137).

### Научные труды
- Статьи С. М. Козела в Math-Net.Ru
- Его книги в каталоге РГБ.

### Учебные пособия
- Козел С. М., Коровин В. А., Орлов В. А. Физика: 10-11 классы: Сборник задач и заданий с ответами и решениями. — 2001. — 256 с. — 10 000 экз. — ISBN 5-87441-211-5.
- Баканина Л. П., Белонучкин В. Е., Козел С. М. Сборник задач по физике: Для 10-11 классов с углублённым изучением физики / под ред. Козел С. М.. — Издание 2-е, переработанное и дополненное. — 2001.
- Варгин А. Н., Дерябкин В. Н., Дунин С. М. под ред. Козел С. М., Слободянин В. П. Всероссийские олимпиады по физике. 1992-2001. — Вербум-М, 2002. — 392 с. — 15 000 экз. — ISBN 5-8391-0087-0.
- Баканина Л. П., Белонучкин В. Е., Козел С. М. Сборник задач по физике: Для 10-11 классов с углублённым изучением физики / под ред. Козел С. М.. — М.: Вербум-М, 2003.
- Козел С. М., Коровин В. А., Орлов В. А. Физика: 10-11 классы: Сборник задач и заданий с ответами и решениями. — Мнемозина, 2004. — 336 с. — 10 000 экз. — ISBN 5-346-00409-2.
- Козел С.М., Рашба Э.И., Славатинский С.А. Сборник задач по физике. Задачи МФТИ. — М.: Наука, 1987. — 304 с.
- Козел С.М., Колачевский Н.Н., Косоуров Г. И., Мазанько И. П. Сборник задач по физике.. — М.: Наука, 1965. — 288 с.

## Награды и звания
- Заслуженный деятель науки Российской Федерации
- Премия Президента Российской Федерации в области образования (совм. с  А. С. Коротеевым, В. Н. Бранцем,Н. Н. Кудрявцевым, Б. К. Ткаченко, Л. М. Зелёным, А. А. Галеевым, Н. Н. Севастьяновым и др.) "за работу … «Новое направление в системе подготовки специалистов высшей квалификации в области космической науки и техники на основе интеграции фундаментального и прикладного образования с использованием современных информационных технологий» (2003)[2].
- Премия Правительства Российской Федерации в области образования в 2010 году[3]